# Austrorossia australis
Austrorossia australis е вид главоного от семейство Sepiolidae. Видът не е застрашен от изчезване.

## Разпространение и местообитание
Разпространен е в Австралия (Виктория, Куинсланд, Нов Южен Уелс, Тасмания и Южна Австралия).
Среща се на дълбочина около 503 m, при температура на водата около 9,4 °C и соленост 34,7 ‰.